# Чауаша
Чауаша 	(на английски: Chawasha) е северноамериканско индианско племе, което през 17 век и 18 век живее източно от Байо Лафурш, по крайбрежието на Мексиканския залив в южна Луизиана. Името им идва от дума на езика чокто и означава миеща мечка. Как е тяхното собствено име не е известно. Предполага се, че чауаша посрещат първи испанците на Ернандо де Сото със стрели, когато те спират в делтата на Мисисипи. Когато идват французите през 1699 г., чауаша са в съюз с читимача, уаша и ягенечито, с които говорят един език и заедно четирите племена образуват мощна конфедерация, която контролира обширен район в долната част на Мисисипи. През 1707 г., чауаша като част от тази конфедерация се включва във войната срещу французите. След войната племето е преместено от френските власти близо до новостроящия се Ню Орлиънс, но увеличаващият се брой заселници ги принуждава след известно време да се изтеглят нагоре по Мисисипи. По време на |Войната натчез (1729 – 1731), чауаша се присъединяват към уаша, след като французите унищожават селото им през 1730 г. След 1758 г. двете племена са абсорбирани от хоама и читимача.